# Antonio Soldevilla
Antoni "Toni" Soldevilla Castellsagué, conhecido como Soldevilla (Hospitalet de Llobregat, Barcelona, 19 de dezembro de 1978) é um futebolista espanhol. Joga com defensa.

## Clubes
| Club                    | País          | Año       |
| ----------------------- | ------------- | --------- |
| RCD Espanyol B          | Espanha       | 1994-1999 |
| RCD Espanyol            | Espanha       | 1997-2005 |
| Polideportivo Ejido     | Espanha       | 2006      |
| Apollon Limassol        | Chipre        | 2006-2007 |
| FC Amkar Perm           | Rússia        | 2007-2008 |
| UD Marbella             | Espanha (2ªB) | 2009-2010 |
| Caravaca Club de Fútbol | Espanha (2ªB) | 2010-...  |